# Monuments nationaux de Sanski Most
Cet article recense les monuments nationaux situés sur le territoire de la municipalité de Sanski Most en Bosnie-Herzégovine et dans la fédération de Bosnie-et-Herzégovine. La liste établie par la Commission pour la protection des monuments nationaux compte 8 monuments nationaux inscrits sur la liste principale et 8 monuments inscrits sur une liste provisoire.

## Monuments nationaux
| Monument | Localité        | Géolocalisation | Datation                 | Commentaire éventuel                                                              | Photo |
| --- | --------------- | --------------- | ------------------------ | --------------------------------------------------------------------------------- | ----- |
| Ensemble commémoratif de Šušnjar                                                                            | Kruhari         |                 | Années 1970              | Commémoration du massacre de 27 civils serbes le 8 mai 1941                       |       |
| Pont romain de Stari Majdan                                                                                 | Stari Majdan    |                 | Antiquité ?, Moyen Âge ? |                                                                                   |       |
| Musalla à Kamengrad                                                                                         | Donji Kamengrad |                 | ?                        | Une musalla est un espace en plein air utilisé pour la prière ; avec le cimetière |       |
| Forteresse de Kamengrad                                                                                     | Donji Kamengrad |                 | Moyen Âge                |                                                                                   |       |
| Bâtiment de la seconde session du Conseil d'État antifasciste de libération nationale de Bosnie-Herzégovine | Sanski Most     |                 | 1940                     | ZAVNOBiH ; site historique                                                        |       |
| Vieille gare de Sanski Most                                                                                 | Sanski Most     |                 | ?                        |                                                                                   |       |

## Liste provisoire
| Monument                                                  | Localité                          | Géolocalisation | Datation          | Commentaire éventuel   | Photo |
| --------------------------------------------------------- | --------------------------------- | --------------- | ----------------- | ---------------------- | ----- |
| Église Saint-Pierre-et-Saint-Paul de Briševo              | Briševo-Stara Rijeka              |                 | Consacrée en 1939 | Église catholique      |       |
| Mosquée de Hamza-bey                                      | Sanski Most                       |                 | 1557              | Hamza-bey Biharović    |       |
| Église de Gredar                                          | Lušci Palanka                     |                 | 1902-1903         | Église orthodoxe serbe |       |
| Localité romaine à la confluence du Dabar et de la Sana   | Confluence du Dabar et de la Sana |                 | Période romaine   |                        |       |
| Église de la Nativité-de-la-Sainte-Vierge-Marie de Sasina | Sasina                            |                 | 1916              | Église catholique      |       |
| Église Saint-Antoine-l'Ermite de Stara Rijeka             | Stara Rijeka                      |                 | 1974              | Église catholique      |       |
| Église de Tomašica                                        | Tomašica-Sasina                   |                 |                   | Église catholique      |       |
| Église de l'Assomption de Sanski Most                     | Sanski Most                       |                 | 1894-1896         | Église catholique      |       |